# 鷹のはし公歌
鷹のはし 公歌（たかのはし きみか、1995年7月10日 - ）は、日本の女子バスケットボール選手である。バスケットボール女子日本リーグ・シャンソンVマジック所属。ポジションはガードフォワード。コートネームは「ユノ」。

## 経歴
静岡県沼津市出身。
沼津市立沼津高等学校から愛知学泉大学へ進学。卒業後、東京羽田ヴィッキーズに入団。
初年度から主力選手として活躍し、2018-19シーズンのルーキー・オブ・ザ・イヤーを受賞。
2022年5月、ワールドカップに向けた強化遠征のメンバーとして、日本代表に初招集された。
2023年、シャンソン化粧品シャンソンVマジックへ移籍。

## 人物
自身の得意なプレーとして、ドライブインと3Pシュートを挙げている。
2012年、沼津高校2年次にインターハイ8位。2017年、愛知学泉大学4年次にインカレ5位。また第55回東海学生バスケットボール大会でチーム優勝および得点王、第66回西日本学生バスケットボール選手権大会でチーム優勝、得点王、優秀選手賞を獲得。
苗字の鷹𥖧の「𥖧」は正確には「鴻」のさんずいを石偏にしたもの。一般的には表示できないため、もっぱら「鷹のはし 公歌」と表記される。

## 日本代表歴
- 2022 三井不動産カップ